# 캄펀

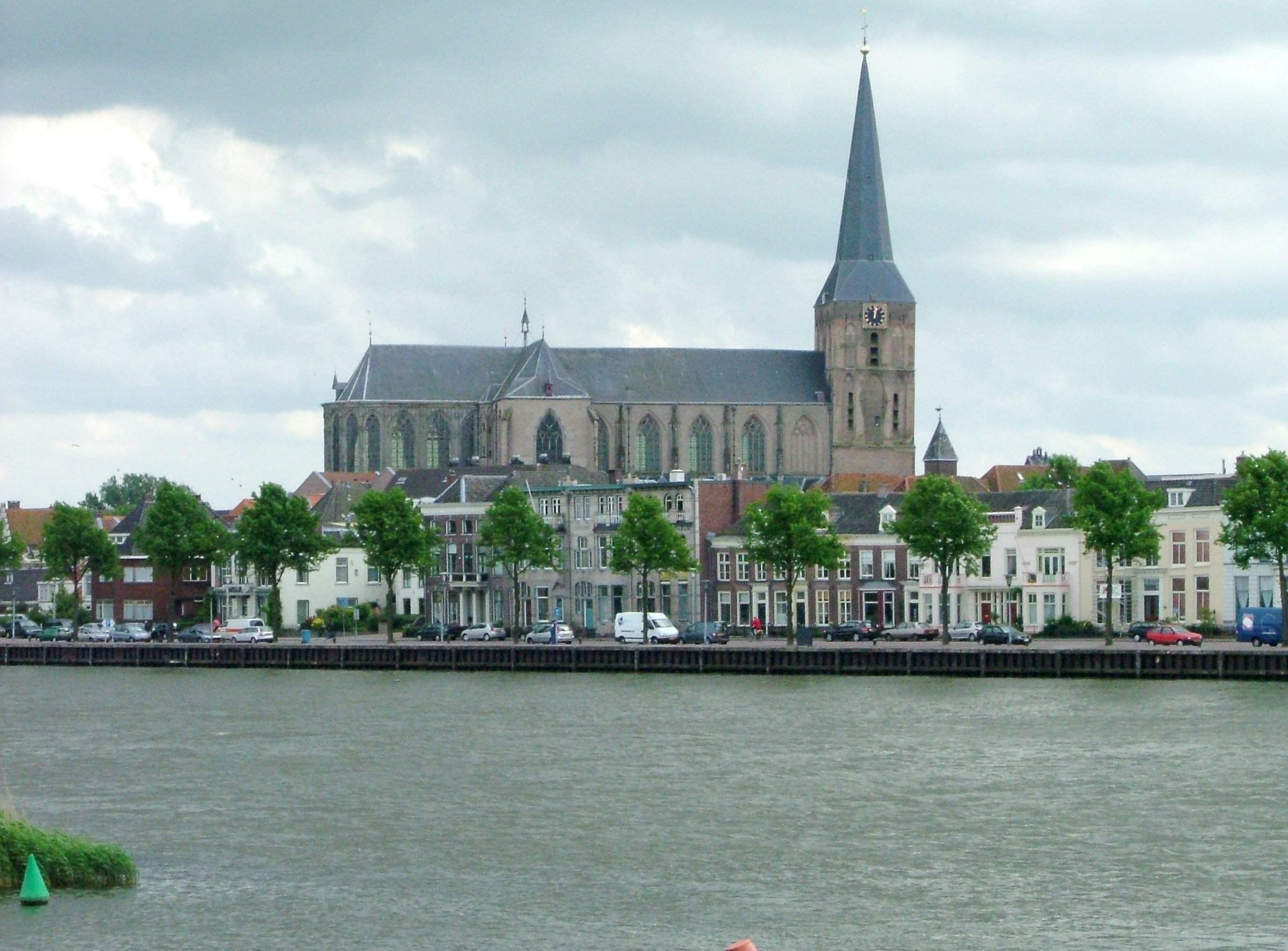
캄펀

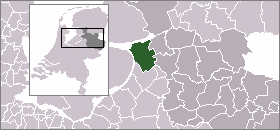
캄펀의 위치

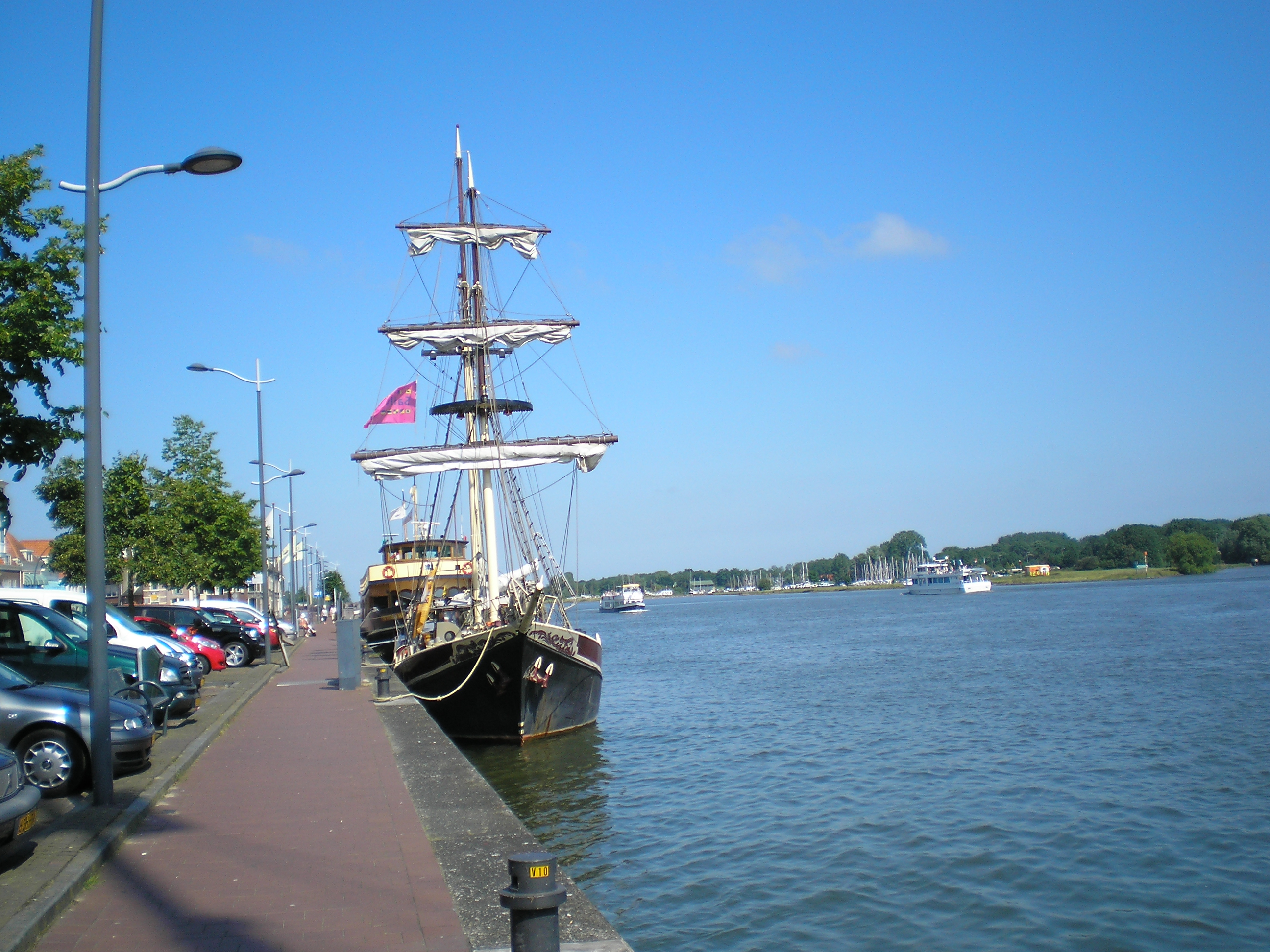
캄펀에 정박해 있는 범선

캄펀(네덜란드어: Kampen)은 네덜란드 동부 오버레이설주의 도시로 면적은 161.79km2, 높이는 1m, 인구는 51,278명(2014년 5월 기준), 인구 밀도는 359명/km2이다. 한국에는 잘 알려지지 않았으나, 스위스 바젤 등에서 출발하는 암스테르담 발 내륙 유람선이 정착하는 도시로써 네덜란드 내에서는 오래된 도시(oude stad)로써 명성이 있다. 매년 여름 범선들이 정박해 있는 장관을 구경할 수 있다. 
이 도시 출신 유명인사로는 캄펀의 바위로 불리는 네덜란드 축구 대표 수비수 야프 스탐(Jaap Stam)과 네덜란드의 개혁주의 신학자 클라스 스킬더(Klaas Schilder)가 있다. 신장투석기를 발명한 사람도 이 도시 출신이다.   

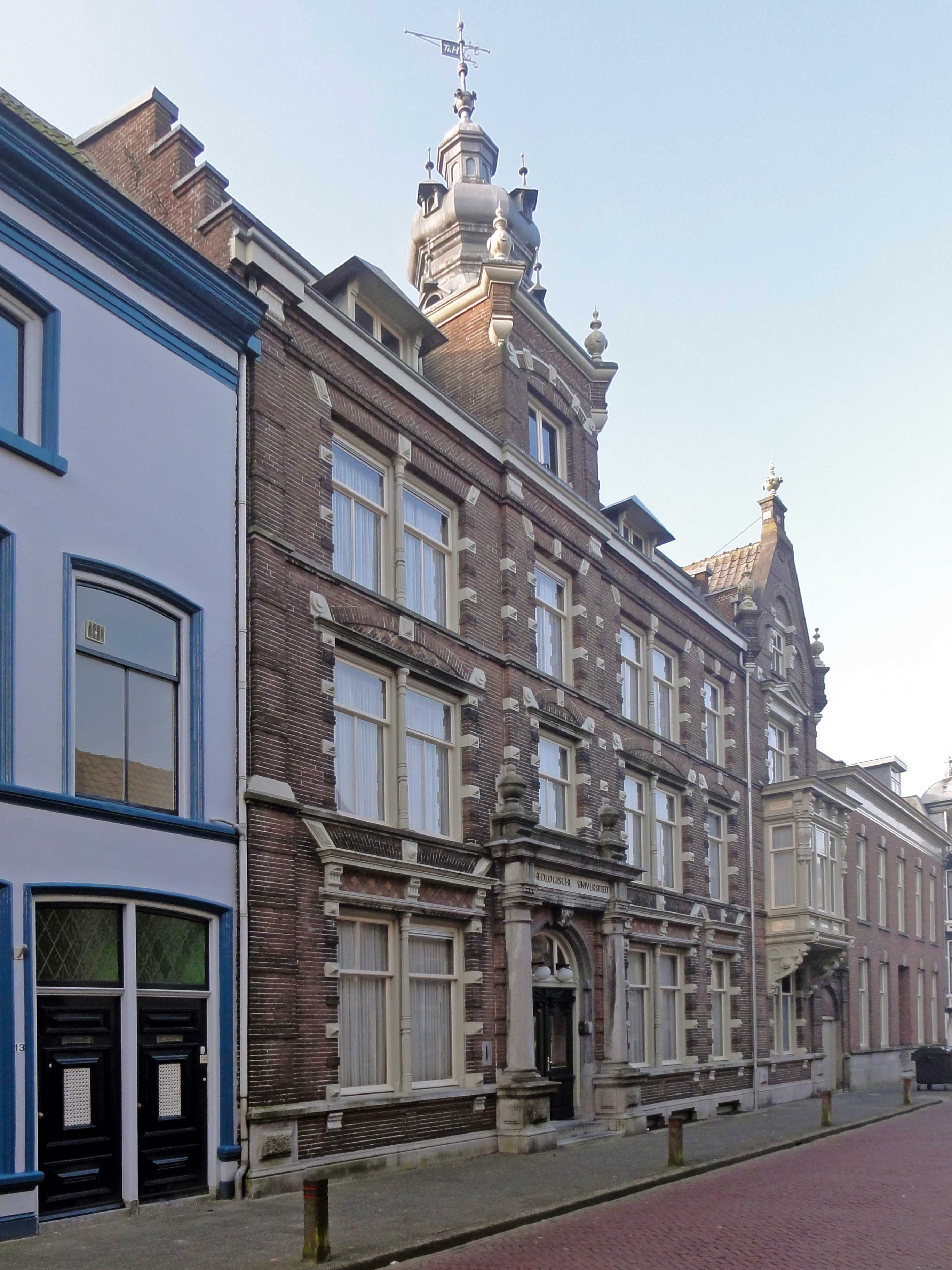
캄펀신학교

이 도시에는 한국에 널리 알려진 개혁파 조직신학자 헤르만 바빙크(Herman Bavinck)가 봉직한 캄펜신학대학교가 위치하고 있다. 본래 하나였던 학교가 두개로 갈라져 캄펀에 존재했으나, 큰 캄펀이라고 불리는 학교는 흐로닝언과 암스테르담으로 캠퍼스를 옮겨 PTHU라고 학교 이름을 바꾸었다. 소수의 한국인들이 이 학교에서 공부하고 있다.   

시기
시 문장
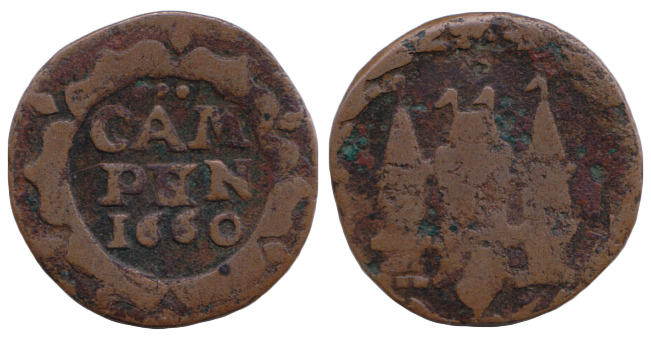
1660년 캄펀에서 주조 된 1 개의 duit 코인.